# Trigonoptera lateplagiata
Trigonoptera lateplagiata är en skalbaggsart som beskrevs av Stefan von Breuning 1940. Trigonoptera lateplagiata ingår i släktet Trigonoptera och familjen långhorningar. Inga underarter finns listade i Catalogue of Life.